# إدوارد إيتيين دي روتشيلد
إدوارد إيتيين دي روتشيلد (بالفرنسية: Édouard de Rothschild)‏ هو رجل أعمال فرنسي، وهو ابن العائلة اليهودية روتشيلد في فرعها الفرنسي. ولد في 27 ديسمبر 1957 بنويي-سور-سين. هو ابن البارون غي دي روتشيلد.

## بيوغرافيا

### دراسته
درس بثانوية كوندورسي بالمنطقة الإدارية التاسعة بباريس. وهو مجاز في الحقوق بجامعة بانتيون أساس. وحصل على ماجستير إدارة الأعمال بجامعة نيويورك.

### ثروته
تقدر ثروة دايفيد دي روتشيلد وإدوارد دي روتشيلد ب315 مليون أورو سنة 2007 حسب مجلة تشالنجز.

### حياته الخاصة
في 3 غشت 2010، ذكرت صحيفة يديعوت أحرونوت اليومية، أن إدوارد دي روتشيلد حصل على الجنسية الإسرائيلية، دون أن يهاجر إلى إسرائيل وذلك فقط ب«دوافع رياضية».